# Чертков, Андрей Геннадьевич
Андрей Геннадьевич Чертков (род. 9 апреля 1969, с. Шатки, РСФСР, СССР) — российский, нижегородский и донецкий предприниматель и государственный деятель. Председатель Правительства ДНР с 30 июня 2025 года. Глава Кстовского района (18 ноября 2020 — 2 июля 2022), ранее министр энергетики и ЖКХ Нижегородской области (23 марта 2017 — 7 октября 2020).

## Биография
Родился 9 апреля 1969 года в селе Шатки Шатковского района Горьковской области. Затем окончил Нижегородский государственный педагогический университет по специальности «учитель физики и астрономии».
В 1987—1989 годах служил в Советской армии на территории Польской Народной Республики. В 1996 году организовал компанию по производству пластиковых окон ООО «БАМ». С 12 апреля 2010 года стал исполняющим обязанности главы администрации Приокского района. 15 декабря 2010 года был утверждён в должности главы Приокского района. С апреля 2013 года занял пост заместителя главы администрации Нижнего Новгорода.
С 22 июля по 23 декабря 2015 года исполнял обязанности главы администрации Нижнего Новгорода.
С 3 августа 2016 по 22 марта 2017 года — заместитель министра энергетики и ЖКХ Нижегородской области.
С 22 марта 2017 по 7 октября 2020 года — министр энергетики и ЖКХ Нижегородской области.
С 17 ноября 2020 по 23 августа 2022 года — глава Кстовского района Нижегородской области.
Cо 2 июля 2022 по 16 мая 2023 года — министр угля и энергетики Донецкой Народной Республики.
С 11 ноября 2022 по 16 мая 2023 года — заместитель председателя Правительства Донецкой Народной Республики.
С 16 мая 2023 по 25 марта 2025 года — первый заместитель председателя Правительства Донецкой Народной Республики.
С 26 марта 2025 года — временно исполняющий обязанности председателя Правительства Донецкой Народной Республики.

## Санкции
29 сентября 2022 года, на фоне вторжения России на Украину, внесён Канадой в санкционный список «соратников режима» (санкции введены в отношении чиновников на оккупированных Россией территориях Украины «за содействие и поддержку фиктивных референдумов президента Путина». Также под санкциями Украины, Великобритании и Новой Зеландии).

## Личная жизнь
Женат, четверо детей.